# Стабијано ди Сото (Сијена)
Стабијано ди Сото је насеље у Италији у округу Сијена, региону Тоскана.
Према процени из 2011. у насељу је живело 26 становника. Насеље се налази на надморској висини од 354 м.